# یوزف کوندلاک
یوزف کوندلاک (اسلواکی: Jozef Kundlák؛ زادهٔ ۱۲ اکتبر ۱۹۵۶) خواننده اپرا با صدای تنور اهل کشور اسلواکی است.